# Frico Kafenda
Frico Kafenda (Mošovce, 2 novembre 1883 – Bratislava, 3 settembre 1969) è stato un compositore e direttore d'orchestra slovacco.
Ebbe come allievo di pianoforte e composizione il famoso compositore Eugen Suchoň.

## Biografia
Dopo gli studi Kafenda si trasferì in Germania dove fu direttore d'orchestra, ma dopo la Prima guerra mondiale tornò in Slovacchia, ove divenne una delle personalità più importanti della scena musicale. Tentò di comporre un'opera in slovacco, ma a causa dello scoppio della Seconda guerra mondiale la dovette lasciare incompiuta. Si arruolò e cadde prigioniero dei russi: proprio durante la prigionia riuscì ad abbozzare il futuro Quartetto d'archi in sol maggiore, che è una descrizione delle sue personali sofferenze durante la prigionia.
Fu direttore del Conservatorio di Bratislava, ove insegnò pianoforte e composizione. Successivamente fu nominato lettore di musica alla facoltà di filosofia dell'Università Comenio di Bratislava. Insegnava pure all'Alta scuola di arti musicali.
Compose il ciclo "Tre cori maschili". L'ultima delle sue canzoni è Pieseň vďaky ("Canzone di ringraziamento") su testo di Andrej Plávka, che esprime i sentimenti di gioia per l'esito vittorioso della guerra.

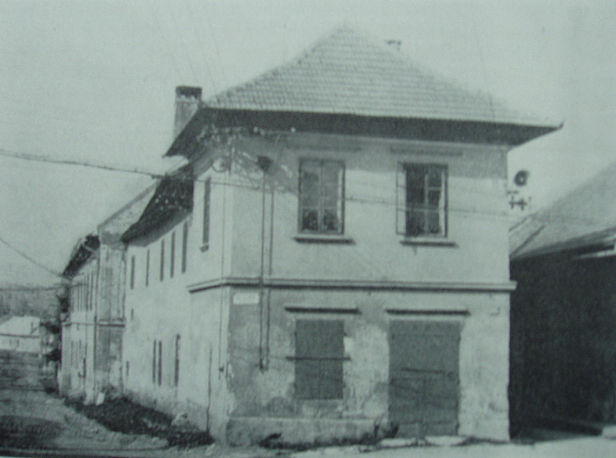
La casa natale di Frico Kafenda